# Малума
Хуан Луїс Лондоньо Аріас, більш відомий за сценічним псевдонімом Малýма (ісп. Juan Luis Londoño Arias; Maluma; нар. 28 січня 1994) — колумбійський співак та композитор. Став відомим завдяки пісням «El Perdedor», «Felices los 4», «Sin Contrato», «Cuatro Babys» та «Borro Cassette». Пісня «El Perdedor» має більше одного мільярда переглядів на YouTube.

## Кар’єра

### 2010-2013: Початок кар’єри та дебют
У 2010 році Малума почав свою музичну кар’єру, записавши декілька пісень. Після того, як композиція «Farandulera» стала місцевим радіо-хітом, Sony Music та її дочірній лейбл Sony Music Colombia підписали з колумбійським виконавцем контракт на запис першого студійного альбому. 
У 2012 році вийшов дебютний альбом Magia. У кліпі на пісню "Obsesión" знялась модель Ліна Посада, яка вже раніше з’являлась у відеокліпі «Taboo» (2011) співака Дона Омара.

### 2014-2018: Pretty Boy, Dirty Boy та F.A.M.E.

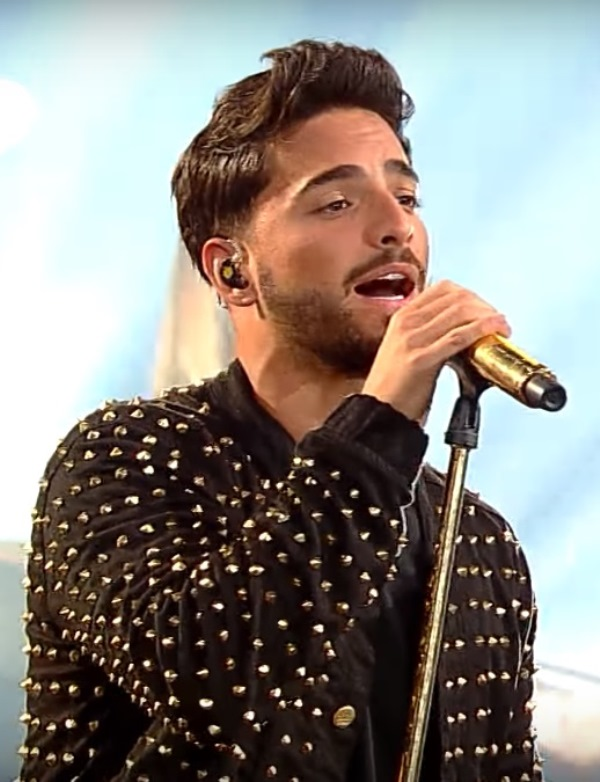
Малума на фестивалі у 2017 р.

У 2014 році співак Малума випустив кліпи на пісні "La Curiosidad", "Carnaval" та "Addicted" та став суддею і наставником в колумбійській версії телевізійного шоу «Голос.Діти» .
На початку 2015 року співак випустив мікстейп під назвою PB.DB The Mixtape, а у кінці року – другий студійний альбом Pretty Boy, Dirty Boy, який містив композиції з жанрами реггетону, поп-музики та міської музики. Альбом отримав «діамантову» сертифікацію у Колумбії, а сингли «Borró Cassette», «El Perdedor» та «Sin Contrato» увійшли в топ-10 хіт-параду Billboard Hot Latin Songs.
У 2016 році співак починає співпрацювати з Thalía, Шакірою та Рікі Мартіном. Композиція "Chantaje", яку Малума виконав разом з Шакірою, зайняла першу сходинку хіт-параду Hot Latin Songs.
Пісня "Felices los 4" у 2017 році зайняла п’яте місце хіт-параду Hot Latin Songs, а "Corazón" – перше місце у цьому ж чарті. Цього ж року Малума записав іспаномовну версію офіційної пісні "Colors", присвяченої Чемпіонату світу з футболу 2018 року (англійську версію пісні виконав Джейсон Джеруло).
Третій студійний альбом виконавця F.A.M.E. вийшов 18 травня 2018 року. У цьому ж році Малума виконав свій хіт «Felices los 4» на MTV Video Music Awards 2018.

### 2019–дотепер: 11:11, Papi Juancho, #7DJ (7 Días en Jamaica)
У 2019 році Малума спільно з Мадонною випускає пісню "Medellín" (укр. Медельїн), яка увійшла до її альбому Madame X.
У 2019 р. співпрацював з колумбійським співаком J Balvin. 26 вересня 2019 року вони випустили сингл «Qué Pena».
21 серпня 2020 року Малума несподівано випустив свій п'ятий студійний альбом «Papi Juancho»  . Другий сингл Papi Juancho «Hawái» отримав комерційний успіх. Він досяг першого місця в багатьох країнах і дев'ять тижнів поспіль очолював чарт Hot Hot Songs, ставши його другим хітом номер один у чарті. Він також випустив ремікс на The Weeknd. Ремікс досяг 12-го місця на Billboard Hot 100 і став найвищим піком Малуми на чарті.
29 січня 2021 року Малума випустив альбом під назвою # 7DJ (7 Días en Jamaica), в якому на його каналі YouTube є сім пісень разом із відеокліпами. 

## Особисте життя

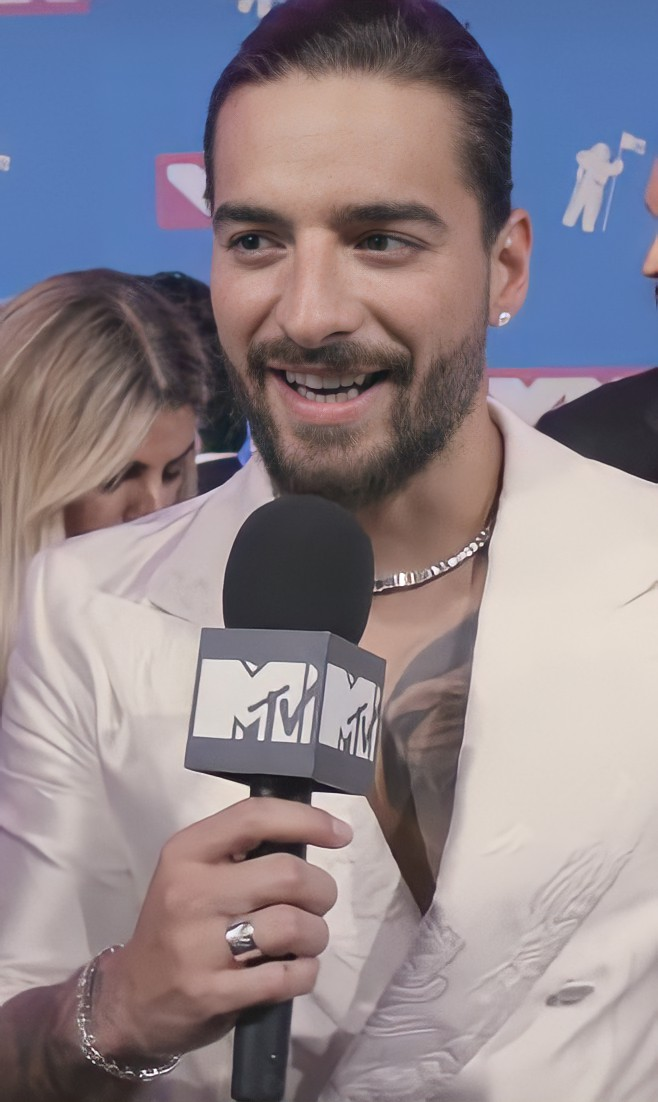
Малума у 2018 році

Малума здебільшого не розповідає про своє приватне життя. Але у січні 2018 році в інтерв'ю виданню Telemundo's Al Rojo Vivo натякнув, що зустрічається з кубинсько-хорватською моделлю Наталією Барулич, з якою колумбійський виконавець познайомився під час зйомок кліпу «Felices los 4». У 2019 р. Наталія Барулич залишила співака заради футболіста Неймара. 
У жовтні 2023 року Малума оголосив, що він та його дівчина Сусана Гомес очікують на першу дитину, дівчинку, яку вони планували назвати Періс. Їхня донька народилася 9 березня 2024 року.

## Цікаві факти
- На думку виконавця, найбільший вплив на його творчість мали Гектор Лаву, Джастін Тімберлейк та Майкл Джексон[25][26].
- Псевдонім «Maluma» є поєднанням перших літер імені його матері, яку звати Марллі, батька, ім’я якого Луїс, та старшої сестри Мануели.
- Малума відносить свою музику до жанру міський поп[27][28].
- Ріст співака Малума становить 177 см[29].

## Нагороди
У 2013 році Малума був номінований на декілька нагород, у тому числі на MTV Europe Music Award та Latin Grammy Award  (як найкращий артист). 
У 2017 році Малума був номінований на 2 категорії премії Billboard Music Awards, включаючи Top Latin Artist.
У 2019 році співак був удостоєний премії El Premio ASCAP у номінації "Композитор року".
У 2020 році Малума виграв нагороду MTV Video Music Award за найкращу латиноамериканську музику в 2020 році.

## Малума в Україні
Співак Малума вперше відвідав Україну в 2019 році в рамках свого туру 11:11 World Tour. Концерт відбувся в Києві 8 липня 2019 року в Палаці спорту.

## Дискографія
Студійні альбоми
- Magia (2012)
- Pretty Boy, Dirty Boy (2015)
- F.A.M.E.  (2018)
- 11:11  (2019)
- Papi Juancho (2020)
- #7DJ (7 Días En Jamaica) (2021)

Мікстейпи
- 2015 – PB.DB The Mixtape

Сингли
- «Farandulera» (2011)
- «Loco» (2011)
- «Obsesión» (2012)
- «Pasarla bien» (2012)
- «Primer amor» (2013)
- «Miss independent» (2013)
- «La temperatura» (2013)

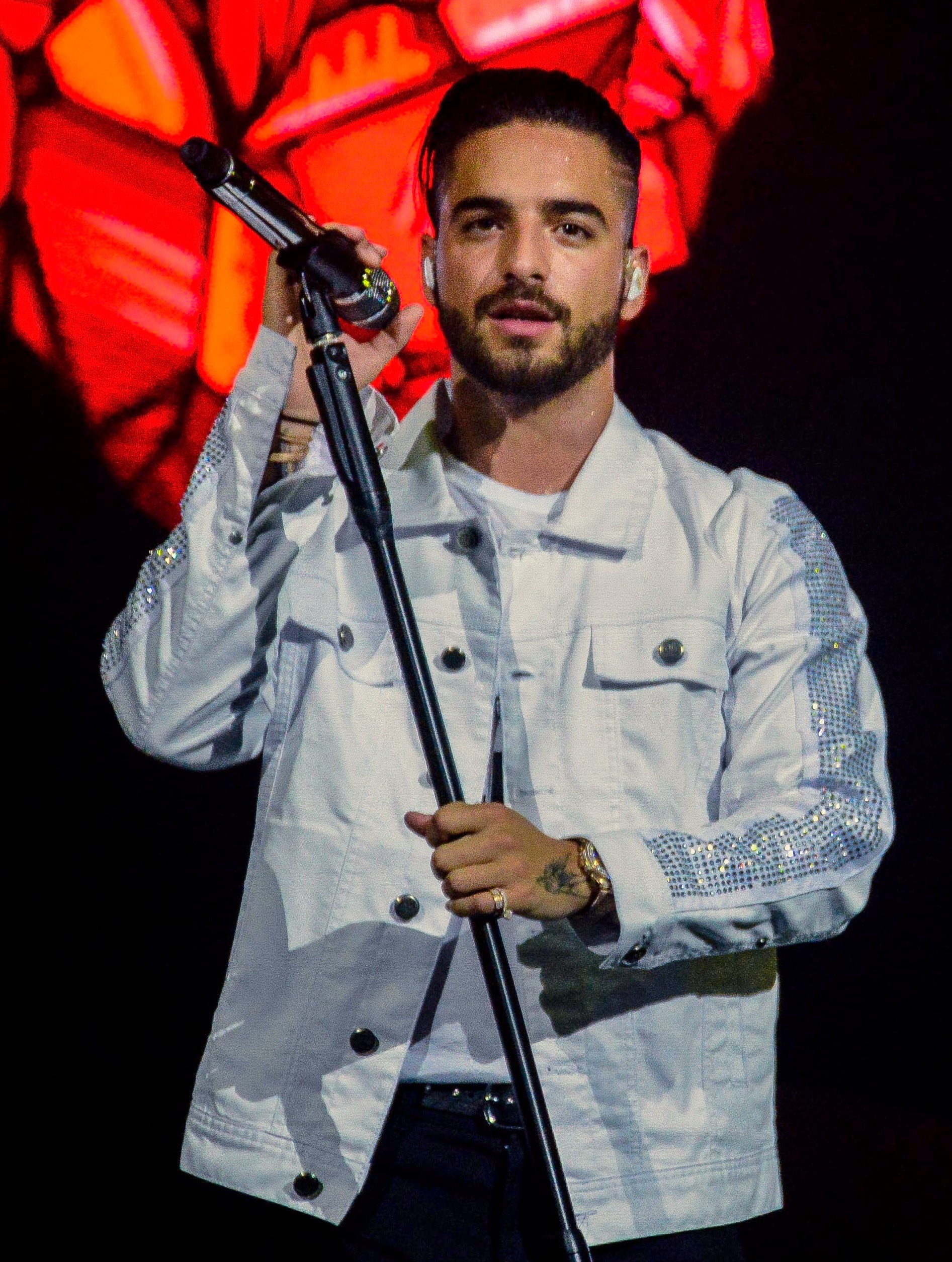
Малума на концерті

- «Se acaba el tiempo» (Remix) (2013) з Maximus Well y J Álvarez
- «Juegos prohibidos» (2013) з Nicky Jam
- «Salgamos» (2013) з Kevin Roldán & Andy Rivera
- «Addicted» (2014)
- «La curiosidad» (2014)
- «Duele tanto» (2014) з Pipe Peláez
- «Olé Brazil» (2014) з Elvis Crespo
- «Te viví» (2014) з Jorge Villamizar y Elvis Crespo
- «La invitación» (2014) з Pipe Bueno
- «Amor en práctica» (remix) (2014) з J Álvarez, Ken-Y y Jory
- «Imagínate» (remix) (2014) з Alexis & Fido
- «Princesinha» (2014) з Lucas Lucco
- «Carnaval» (2014)
- «¡Quédate lejos!» (2014) з Ha*Ash
- «Un beso» (Remix 2) з Baby Rasta & Gringo
- «Bandida» (2015) з Danny Romero
- «La tierra del olvido» (2015) (2015) з Carlos Vives, Fonseca, Fanny Lu, Andrea Echeverri, Cholo Valderrama, Coral Group y Herencia de Timbiquí
- «Ya no es niña» (2015)
- «El tiki» (2015)
- «Borró cassette» (2015)
- «El perdedor» (2016)
- «Sin contrato» (2016)
- «Desde esa noche» (2016) з Thalía
- «Vente pa'cá» (2016) з Рікі Мартіном
- «Chantaje» (2016) з Шакірою
- «La bicicleta Remix» (2016) з Carlos Vives, Шакірою
- «Me llamas Remix» (2016) з Piso 21
- «Cuatro babys» Ft. Noriel, Bryant Myers, Juhn (2016)
- «Un polvo» Ft. Arcángel, De La Ghetto, Bad Bunny, Ñengo Flow (2016)
- «Felices los 4» (2017)
- «Inolvidable» (2017) з J Mashel, Ken-Y
- «Me gusta Remix» (2017) з Alkilados
- «Trap» (2017) з Шакірою
- «Vivo pensando en ti» (2017) з Felipe Peláez
- «Corazón» Ft. Negó Do Borel (2017)
- «Colors» (2018)
- «Clandestino» (2018) з Шакірою
- «El Clavo (Remix)» (2018) з Prince Royce
- «Amigos con derechos» (2018) з Reik
- «Hangover» (2018) з Prince Royce
- «El Préstamo» (2018)
- «Mala mía» (2018)
- «Pegando todo mundo» FT. Wesley Safadão (2018)
- «Créeme» (2018) з Karol G
- «HP» (2019)
- «Medellín» (2019) з Мадонною
- «La Respuesta» (2019) з Becky G
- «Hola Señorita» (2019) з Maître Gims
- «11 PM» (2019)
- «Qué Chimba» (2020)
- «Djadja Remix» , (Feat. Aya Nakamura) (2020)
- «Hawái» (2020)
- «Madrid» (з Myke Towers) (2020)
- «100 Años» (з Carlos Rivera) (2020)
- «Agua de Jamaica» (2021)

## Концертні тури
- 2016-2017 – Pretty Boy, Dirty Boy World Tour[en]
- 2018 – F.A.M.E. Tour[en]
- 2019 - 11:11 World Tour[en]

## Фільмографія
| Рік       | Назва                                                | Роль         | Примітка                                      |
| --------- | ---------------------------------------------------- | ------------ | --------------------------------------------- |
| 2014-2015 | La voz Kids Colombia                                 | камео/тренер | сезон 1-2                                     |
| 2014      | Kids’ Choice Awards Colombia 2014                    | камео        | головний                                      |
| 2015      | Sábado gigante                                       | камео        |                                               |
| 2016      | Прокидатися з тобою                                  | камео        | гість                                         |
| 2017      | Festival Internacional de la Canción de Viña del Mar | камео        |                                               |
| 2017      | La Voz Kids México                                   | камео/тренер | сезон 1                                       |
| 2017-2018 | La Voz Kids… México                                  | камео/тренер | сезон 6-7                                     |
| 2018      | X (The Film)                                         | камео        | документальний фільм (короткометражний фільм) |
| 2019      | Lo Que Era, Lo Que Soy, Lo Que Seré                  | камео        | документальний фільм на YouTube Premium       |
| 2022      | Marry Me                                             | Бастіан      |                                               |